# Andre Geim
Andre Geim, Sir, (oroszul Андре́й Константи́нович Гейм) (Szovjetunió, Szocsi, 1958. október 21. –) oroszországi német származású fizikus, aki 2010-ben Konsztantyin Novoszjolovval közösen elnyerte a fizikai Nobel-díjat, a grafénnel kapcsolatos kutatásaikért.

## Élete
Geim szülei, Konsztantyin Alekszejevics Gejm és Nyina Nyikolajevna Bajer mindketten mérnökök voltak a Szovjetunióban. A Moszkvai Fizika-műszaki Intézetben diplomázott 1982-ben, majd dolgozott a csernogolovkai szilárdtestfizikai intézetben. Néhány év kutatás után dolgozott Hollandiában, illetve az Nottinghami Egyetemen is. A Nijmegeni Radboud Egyetem felkérését visszautasította, mert véleménye szerint a holland egyetemi rendszer „túl hierarchikus és tele van kicsinyes politizálással”. 2001-ben költözött Angliába, ahol a Manchesteri Egyetem Nanotechnológia Központjának munkatársa lett. Itt érték el munkatársával és régi ismerősével, Novoszjolovval forradalmi áttöréseiket a kétdimenziós szénlap, a grafén kutatásának területén.
Legismertebb kutatásai közé tartozik az a bionikus ragasztó, ami a Pókember köteléhez hasonlít, és később gekkó-szalag néven vált ismertté. Később kutatásokat végzett Michael Berry-vel közösen mágneses alapú lebegtetés témakörében, aminek a kapcsán egy békát emeltek a levegőbe. Ezért a publikációjukért elnyerték 2000-ben az Ignobel-díjat.
|  |  |

## Díjak
- 2000 Ignobel-díj megosztva Michael Berry-vel[7]
- 2007 Mott-medál
- 2007 Royal Society tagja
- 2008 EuroPhysics Díj Novoszjolov-val közösen
- 2009 Körber-díj
- 2010 Hughes-érem
- 2010 Fizikai Nobel-díj